# Aldo Martínez
Aldo Martínez Echevarria (27 agosto 1968) è un lottatore e allenatore di lotta cubano.

## Biografia
È stato campione iridato a Tokio 1990, due volte medaglia d'oro ai Giochi panamericani (Indianapolis 1987 e L'Avana 1991) e tre volte campione continentale (Città del Messico 1988, Colorado Springs 1990, Albany 1992). Ha rappresentato Cuba ai Giochi olimpici estivi di Barcellona 1992, terminando al settimo posto in classifica.
Dopo il ritiro dall'attività agonistica, è divenuto allenatore di lotta. Tra gli altri, ha allenato la figlia Francine De Paola.

## Palmarès
- Mondiali

Tokio 1990: oro nei -48 kg.;
- Giochi panamericani

Indianapolis 1987: oro nei -48 kg.;
L'Avana 1991: oro nei -48 kg.;
- Campionati panamericani

Città del Messico 1988: oro nei -48 kg.;
Colorado Springs 1990: oro nei -48 kg.;
Albany 1992: oro nei -48 kg.;
- Giochi centramericani e caraibici

Città del Messico 1990: oro nei -48 kg.;
- Campionati centramericani

1990: oro nei -48 kg.;